# Ngô Thanh Vân
Ngô Thanh Vân (ook bekend als Veronica Ngo) (Trà Vinh, 26 februari 1979) is een Vietnamese actrice, zangeres en model.

## Levensloop
Ngô werd geboren op 26 februari 1979 in Trà Vinh, Vietnam. Toen ze tien jaar was, verhuisde ze met haar familie naar Noorwegen, maar later keerde ze naar Vietnam terug om een carrière in het amusement na te streven.
In 1999 keerde Ngô als twintigjarige terug naar haar geboorteland, waar ze deelnam aan een missverkiezing, georganiseerd door het tijdschrift Women's World. Daarin eindigde ze als tweede runner-up. Na dit eerste succes begon ze haar carrière als model in Vietnam voor tijdschriften, kalenders en modecollecties. Kort daarna begon ze ook haar acteer- en zangcarrière.
In 2019 won Ngô de vrouwelijke ster van het jaar prijs op de CineAsia Awards in Hongkong.

## Discografie
- 2003: Gioi Trò Choi
- 2004: Bí An Vang Trang
- 2005: Con Duong Em Di (My Way)
- 2008: Studio '68
- 2008: Nuoc Mat Thien Than

## Filmografie
- 2006: 2 Trong 1 als Nhu Lan
- 2006: Saigon Love Story als Tam
- 2007: Dòng máu anh hùng als Vo Thanh Thuy
- 2007: Ngôi Nhà Bí Ân als Trúc
- 2009: Bay rong als Trinh
- 2011: Ngoc Vien Dong als Sister
- 2012: Ngôi nhà trong hem als Thao
- 2013: Lua Phat als Anh
- 2015: Ngay Nay Ngay Nay als Dan Nuong
- 2016: Bitcoin Heist als Ky
- 2016: Crouching Tiger, Hidden Dragon: Sword of Destiny als Mantis
- 2016: Tam Cam: Chuyen Chua Ke als The Stepmother
- 2017: Cô Ba Sài Gòn als Thanh Mai
- 2017: Star Wars: Episode VIII: The Last Jedi als Paige Tico
- 2017: Bright als Tien
- 2018: Vê Quê An Têt als Dâu Xanh
- 2019: Hai Phuong als Hai Phuong
- 2020: Da 5 Bloods als Hanoi Hannah
- 2020: The Old Guard als Quynh
- 2022: The Princess als Linh
- 2022: Furies als Jacqueline Hoang
- 2023: The Creator als Kami